# Чучмий, Иван Петрович
Иван Петрович Чучмий (12 декабря 1934, Зеленьки, Мироновский район — 20 января 2004) — советский учёный-селекционер, лауреат Госпремии СССР.

## Биографические сведения
Родился 12 декабря 1934 года в селе Зеленьки Мироновского района Киевской области.
Воспитывался в семье колхозников, до взрослого возраста дожили лишь два сына. Мама работала в колхозе, а папа — в кузнице и на распиле дубовых и сосновых кругляков.
В 1953 г. после окончания Зеленьковской средней школы Иван поступает на агрономический факультет Украинской сельскохозяйственной академии (ныне — Национальный университет биоресурсов и природопользования Украины), а в 1958 году — успешно заканчивает его.
По направлению академии с 1958 по 1961 год работал агрономом совхоза «Барсуковщина» Талалаевского района Сумской области. Вступает в аспирантуру на кафедру селекции и семеноводства родной академии. Под руководством профессора Н. А. Зеленского вовремя подготовил и в 1964 году успешно защитил диссертацию на соискание ученой степени кандидата биологических наук. После окончания аспирантуры Иван Петрович по направлению академии прибыл в Черкасской областной сельскохозяйственной опытной станции, что в с. Холоднянское Смелянского района (ныне Черкасский институт АПП УААН), где с 1964 по 1990 г. проработал в должности заведующего отделом селекции зерновых культур.
В 1989 г. Иван Чучмий успешно защищает диссертацию, представленную на соискание ученой степени доктора сельскохозяйственных наук по специальности 06.01.05 — селекция и семеноводство.
В 1990 г. И. П. Чучмий избирается профессором кафедры генетики, селекции и семеноводства Уманского государственного аграрного университета, а с 1993 по 2004 гг. возглавляет эту кафедру.
Вырастил сына и дочь.
Умер 20 января 2004.

## Научные достижения
Районировал более 30 сортов и гибридов кукурузы, озимой пшеницы и ячменя. И все же его крупнейшие научные достижения связаны с селекцией гибридной кукурузы.
Разработанные им лично и в результате плодотворного сотрудничества с коллегами новые методы селекции, инбредные линии и гибриды кукурузы нового поколения экспонировались на выставках Госплана СССР, ВДНХ СССР, ВДНХ УССР и отмечены многими медалями.
В бывшем СССР его сорта и гибриды выращивались ежегодно на площади 4-6 млн га. В Реестр сортов растений Украины на 2001 год было занесено 23 гетерозисных гибридов кукурузы, 8 из которых занимали треть всей посевной площади кукурузы на Украине.
Награжден значком «Лучший изобретатель сельского хозяйства СССР», Орденом Трудового Красного знамени в 1973 г. и юбилейными медалями и медалью «Ветеран труда». За участие в цикле работ «Разработка методов экспериментального получения и практического использования индуцированных мутаций у растений» ему присуждена Государственная премия Украинской ССР в области науки и техники 1982 года. За разработку методов селекции и создание раннеспелых гибридов кукурузы присуждена Государственная премия СССР в области науки и техники 1986 г. Монография «Генетические основы и методы селекции скороспелых гибридов кукурузы» в 1993 году отмечена премией Президиума Академии наук Украины имени В. Я. Юрьева.
Результаты научной работы Чучмия освещены в более чем 150 научных трудах, в том числе: монографиях, учебных пособиях и около 50 авторских свидетельствах и патентах.

## Творческая деятельность
Кроме научной и педагогической работы, увлекался и литературной работой. С первых дней пребывания в Умани стал действительным членом Уманского литературного клуба, руководил университетской литературной студией, участвовал в художественной самодеятельности, читал фельетоны, пел в хоре.
Поэтическое творчество Чучмия изучается украинскими учеными и используется во время написания научных статей и диссертаций по филологии, что свидетельствует о признании его поэтического таланта профессионалами-филологами.